# Reuben Noble-Lazarus
Reuben Courtney Noble-Lazarus (Huddersfield, 16 agosto 1993) è un ex calciatore inglese, di ruolo attaccante.
È il calciatore più giovane ad aver mai disputato un incontro di English Football League.

## Caratteristiche tecniche
È un'ala sinistra.

## Carriera
Cresciuto nel settore giovanile del Barnsley, ha esordito in prima squadra il 20 settembre 2008, all'età di 15 anni e 45 giorni, facendone il più giovane di sempre a giocare un incontro di English Football League, superando il precedente record di Albert Gedald stabilito nel 1929.
Nelle stagioni seguenti è stato poco utilizzato dal Barnsley e principalmente da subentrante, riuscendo comunque a trovare il primo gol il 7 maggio 2011 nell'incontro vinto 1-0 contro il Millwall. Il 12 novembre 2013 è stato ceduto in prestito per due mesi allo Scunthorpe Utd in Football League Two, mentre il 27 ottobre 2014 è stato ceduto, sempre in prestito fino al gennaio seguente, al Rochdale.. Impiegato con continuità, il 13 gennaio 2015 è stato acquistato a titolo definitivo dal club militante in Football League One con cui ha firmato un accordo di 18 mesi.. Dopo essere rimasto svincolato al termine della stagione 2015-2016, il 14 luglio ha firmato un nuovo accordo con il club nerazzurro, della durata di una stagione.
Dal 2018 milita nelle serie dilettantistiche del calcio inglese.

## Statistiche
Statistiche aggiornate al 12 marzo 2020.

### Presenze e reti nei club
| Stagione            | Squadra         | Campionato      | Campionato | Campionato | Coppe nazionali | Coppe nazionali | Coppe nazionali | Coppe continentali | Coppe continentali | Coppe continentali | Altre coppe | Altre coppe | Altre coppe | Totale | Totale | Totale |
| Stagione            | Squadra         | Comp            | Pres       | Reti       | Comp            | Pres            | Reti            | Comp               | Pres               | Reti               | Comp        | Pres        | Reti        | Pres   | Reti   |        |
| ------------------- | --------------- | --------------- | ---------- | ---------- | --------------- | --------------- | --------------- | ------------------ | ------------------ | ------------------ | ----------- | ----------- | ----------- | ------ | ------ | ------ |
| 2008-2009           | Barnsley        | FLC             | 2          | 0          | FACup+CdL       | 0               | 0               |                    | -                  | -                  |             | -           | -           | 2      | 0      |        |
| 2009-2010           | Barnsley        | FLC             | 2          | 0          | FACup+CdL       | 0               | 0               |                    | -                  | -                  |             | -           | -           | 2      | 0      |        |
| 2010-2011           | Barnsley        | FLC             | 7          | 1          | FACup+CdL       | 0               | 0               |                    | -                  | -                  |             | -           | -           | 7      | 1      |        |
| 2011-2012           | Barnsley        | FLC             | 8          | 0          | FACup+CdL       | 1+0             | 0               |                    | -                  | -                  |             | -           | -           | 9      | 0      |        |
| 2012-2013           | Barnsley        | FLC             | 14         | 1          | FACup+CdL       | 1+0             | 0               |                    | -                  | -                  |             | -           | -           | 15     | 1      |        |
| ago.-nov. 2013      | Barnsley        | FLC             | 5          | 0          | FACup+CdL       | 0               | 0               |                    | -                  | -                  |             | -           | -           | 5      | 0      |        |
| nov. 2013-gen. 2014 | Scunthorpe Utd  | FL2             | 4          | 0          | FACup+CdL       | 0               | 0               |                    | -                  | -                  | FLT         | 0           | 0           | 4      | 0      |        |
| gen.-giu. 2014      | Barnsley        | FLC             | 7          | 1          | FACup+CdL       | 0               | 0               |                    | -                  | -                  |             | -           | -           | 7      | 1      |        |
| ago. 2014           | Barnsley        | FL1             | 1          | 0          | FACup+CdL       | 0+1             | 0               |                    | -                  | -                  | FLT         | 0           | 0           | 2      | 0      |        |
| Totale Barnsley     | Totale Barnsley | Totale Barnsley | 46         | 3          |                 | 3               | 0               |                    | -                  | -                  |             | 0           | 0           | 49     | 3      |        |
| 2014-2015           | Rochdale        | FL1             | 19         | 1          | FACup+CdL       | 2+0             | 1+0             |                    | -                  | -                  | FLT         | 0           | 0           | 21     | 2      |        |
| 2015-2016           | Rochdale        | FL1             | 10         | 1          | FACup+CdL       | 0+2             | 0               |                    | -                  | -                  | FLT         | 1           | 0           | 13     | 1      |        |
| 2016-2017           | Rochdale        | FL1             | 10         | 1          | FACup+CdL       | 3+0             | 0               |                    | -                  | -                  | FLT         | 3           | 1           | 16     | 2      |        |
| Totale Rochdale     | Totale Rochdale | Totale Rochdale | 39         | 3          |                 | 7               | 1               |                    | -                  | -                  |             | 4           | 1           | 50     | 5      |        |
| Totale carriera     | Totale carriera | Totale carriera | 89         | 6          |                 | 10              | 1               |                    | -                  | -                  |             | 4           | 1           | 103    | 8      |        |

### Record
- Calciatore più giovane (15 anni e 45 giorni), ad aver disputato un incontro nella English Football League.